# نسبة الضحايا المدنيين
في النزاعات المسلحة، فإن نسبة الضحايا المدنيين (أيضًا نسبة الوفيات بين المدنيين، ونسبة المدنيين إلى المقاتلين، وما إلى ذلك) هي نسبة الخسائر المدنية إلى خسائر المقاتلين، أو إجمالي الخسائر. يمكن أن ينطبق القياس إما على الإصابات التي تسببها أو تلحق بها بمحارب معين، أو الخسائر التي وقعت في جانب أو ميدان من نزاع ما أو على ضحايا النزاع ككل. تشير الخسائر عادة إلى كل من القتلى والجرحى. في بعض الحسابات، تم تضمين الوفيات الناتجة عن المجاعة والأوبئة.
ابتداءً من الثمانينيات، غالبًا ما كان يُزعم أن 90٪ من ضحايا الحروب الحديثة كانوا من المدنيين، تكرر ذلك في المنشورات الأكاديمية مؤخرًا في عام 2014. هذه الادعاءات، على الرغم من الاعتقاد السائد بها، لا تدعمها دراسة تفصيلية للأدلة، لا سيما تلك المتعلقة بالحروب (مثل تلك التي كانت في يوغوسلافيا السابقة وفي أفغانستان) التي تعتبر مركزية في الادعاءات. يمكن إرجاع بعض الاقتباسات إلى دراسة عام 1991 من جامعة أوبسالا والتي تضمنت اللاجئين والمشردين داخليًا كضحايا. يستشهد مؤلفون آخرون بدراسة روث ليجر سيفارد في عام 1991 والتي ذكر فيها المؤلف «في عقد الثمانينيات، قفزت نسبة الوفيات المدنية إلى 74 بالمائة من الإجمالي وفي عام 1990 يبدو أنها كانت قريبة من 90 بالمائة».

الفحص الأكثر شمولاً لوفيات الحرب بين المدنيين عبر التاريخ أجراه ويليام إيكهارت، حيث قال إيكهارت:
في المتوسط، وقع نصف الوفيات الناجمة عن الحرب بين المدنيين، وقُتل بعضهم فقط بسبب المجاعة المرتبطة بالحرب. . . ظلت النسبة المئوية للمدنيين من الوفيات المرتبطة بالحرب عند حوالي 50٪ من قرن إلى قرن. (ص 97)

## الثورة المكسيكية (1910–20)

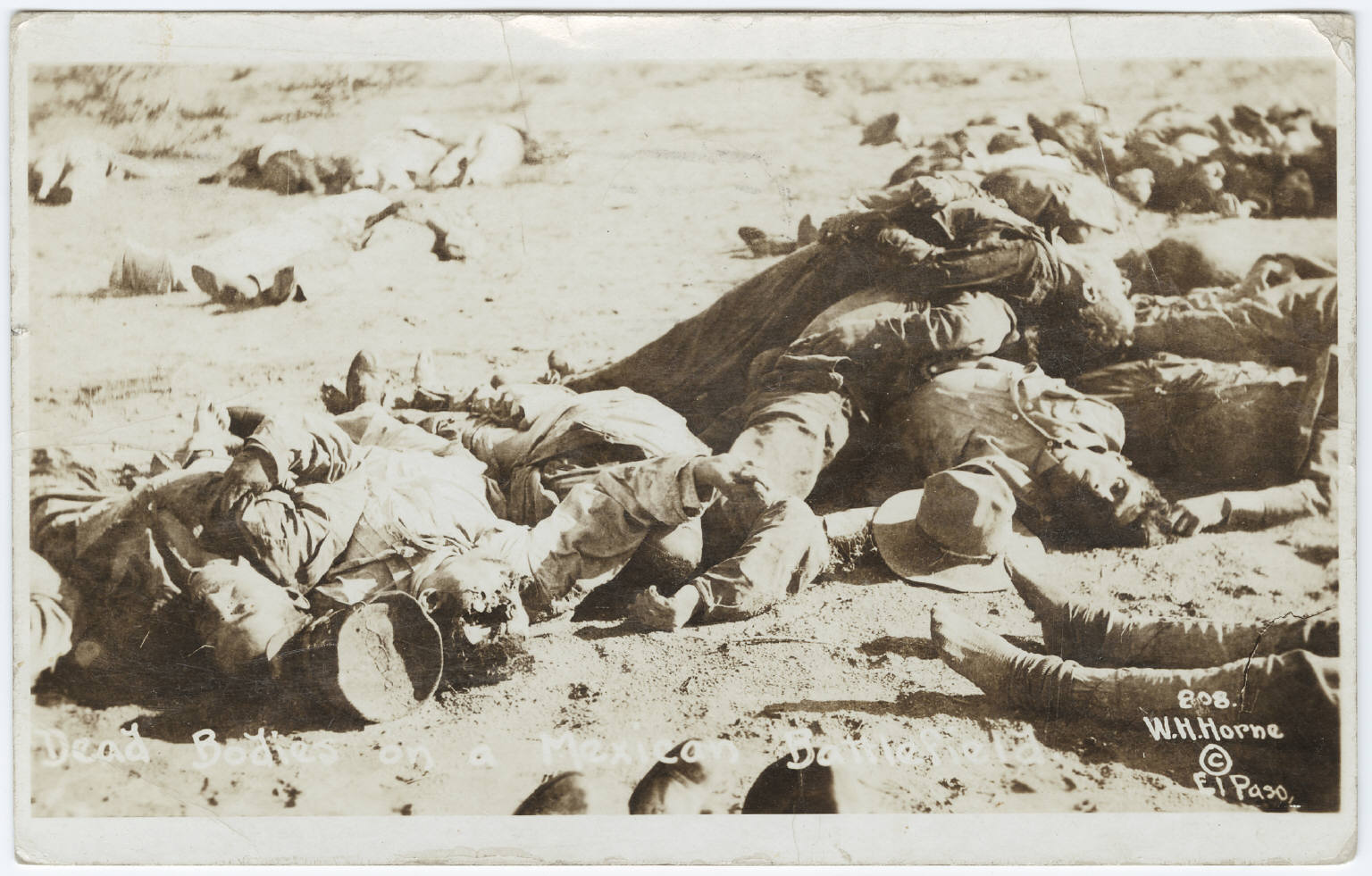
الثورة المكسيكية

على الرغم من أن التقديرات تشير إلى أن أكثر من مليون شخص لقوا حتفهم في الثورة المكسيكية، إلا أن معظمهم ماتوا من المرض والجوع كنتيجة غير مباشرة للحرب. من المتفق عليه عمومًا أن عدد القتلى في المعارك قد بلغ حوالي 250000. وفقًا لإيكهارت، تضمنت هذه الخسائر 125000 قتيل مدني و 125000 قتيل من المقاتلين، مما أدى إلى معدل وفيات بين المدنيين والمقاتلين بنسبة 1:1 بين القتلى في المعارك.

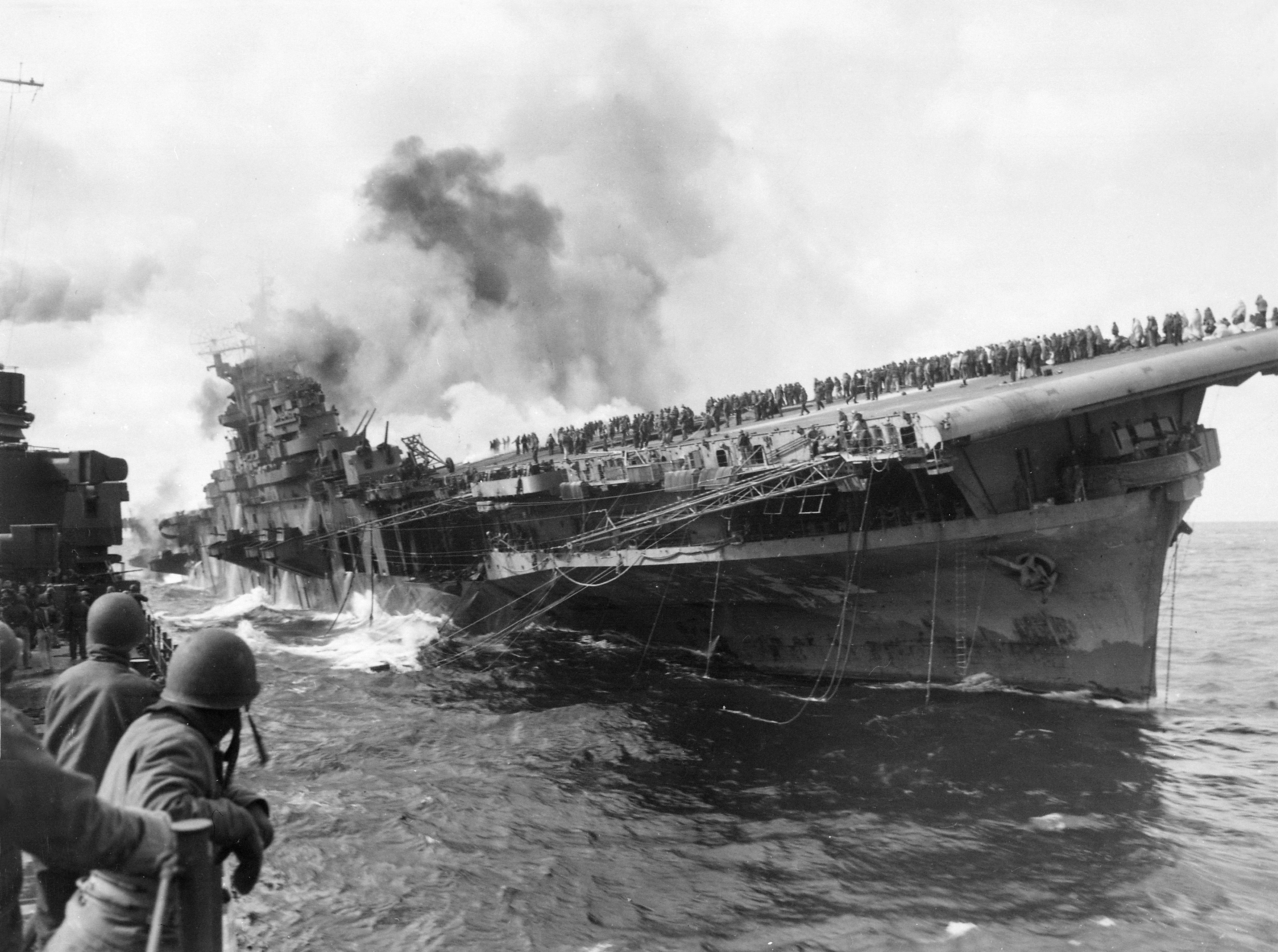
مشاهد من الحرب العالمية الاولى

## الحرب العالمية الأولى
تشير التقديرات إلى أن حوالي 7 ملايين مقاتل من كلا الجانبين لقوا حتفهم خلال الحرب العالمية الأولى، إلى جانب ما يقدر بنحو 10 ملايين من غير المقاتلين، بما في ذلك 6.6 مليون مدني.  إن نسبة الضحايا المدنيين في هذا التقدير ستكون حوالي 59٪. يلاحظ بوريس أورلانيس عدم وجود بيانات عن الخسائر المدنية في الإمبراطورية العثمانية، لكنه يقدر أن 8.6 مليون قتيل ومقتل من العسكريين و6 ملايين مدني قَتلوا وقُتلوا في البلدان المتحاربة الأخرى. نسبة الضحايا المدنيين في هذا التقدير ستكون حوالي 42٪. كانت معظم الوفيات المدنية بسبب المجاعة أو التيفوس أو الأنفلونزا الإسبانية بدلاً من القتال. ترجع النسبة المنخفضة نسبيًا للخسائر المدنية في هذه الحرب إلى حقيقة أن الخطوط الأمامية على جبهة القتال الرئيسية، الجبهة الغربية، كانت ثابتة في معظم فترات الحرب، بحيث كان المدنيون قادرين على تجنب مناطق القتال.
استخدمت الأسلحة الكيماوية على نطاق واسع من قبل جميع الأطراف أثناء النزاع، وكثيرا ما حملت الرياح الغازات السامة إلى البلدات المجاورة حيث لم يكن لدى المدنيين إمكانية الوصول إلى الأقنعة الواقية من الغازات أو أنظمة الإنذار. وقد تضرر ما يقدر بـ 100000-260000 ضحية من المدنيين جراء استخدام الأسلحة الكيماوية أثناء النزاع ومات عشرات الآلاف من آثار هذه الأسلحة في السنوات التي أعقبت انتهاء النزاع.
عانت ألمانيا من 750 ألف قتيل مدني أثناء الحرب وبعدها بسبب المجاعة التي سببها حصار الحلفاء. تكبدت روسيا وتركيا خسائر في صفوف المدنيين بالملايين في الحرب الأهلية الروسية وغزو الأناضول على التوالي. عانت أرمينيا من مقتل ما يصل إلى 1.5 مليون مدني في الإبادة الجماعية للأرمن.

## الحرب العالمية الثانية
وفقًا لمعظم المصادر، كانت الحرب العالمية الثانية أكثر الحروب فتكًا في تاريخ العالم، حيث قُتل حوالي 70 مليونًا في ست سنوات. نسبة القتلى من المدنيين إلى المقاتلين في الحرب العالمية الثانية تقع في مكان ما بين 3: 2 و 2: 1، أو من 60٪ إلى 67٪. ترجع النسبة المرتفعة للخسائر المدنية في هذه الحرب جزئيًا إلى الفعالية المتزايدة والفتاكة للأسلحة الاستراتيجية التي استخدمت لاستهداف مراكز صناعية أو سكانية معادية، والمجاعات التي سببها الاضطراب الاقتصادي. قُتل ما يقدر بنحو 2.1 - 3 مليون هندي في مجاعة البنغال عام 1943 في الهند خلال الحرب العالمية الثانية. كما قُتل عدد كبير من المدنيين في هذه الحرب عمداً على يد دول المحور نتيجة للإبادة الجماعية مثل الهولوكوست أو حملات التطهير العرقي الأخرى.

## الحرب الكورية
يقدر متوسط إجمالي عدد القتلى المدنيين الكوريين في الحرب الكورية بـ 2730000. يقدر إجمالي عدد القتلى من المقاتلين الكوريين الشماليين بـ 213 ألف قتيل ويقدر عدد القتلى في صفوف المقاتلين الصينيين بأكثر من 400 ألف. بالإضافة إلى ذلك، فإن عدد القتلى في صفوف مقاتلي جمهورية كوريا يبلغ حوالي 134 ألف قتيل، فيما بلغ عدد القتلى من المقاتلين في جانب الأمم المتحدة حوالي 49 ألفًا بين قتيل ومفقود (40 ألف قتيل و9 آلاف في عداد المفقودين). يقدر إجمالي قتلى الحرب الكورية بحوالي 793000 قتيل. تبلغ نسبة الوفيات بين المقاتلين المدنيين في الحرب حوالي 2: 1 أو 67٪. يقدر أحد المصادر أن 20٪ من إجمالي سكان كوريا الشمالية لقوا حتفهم في الحرب.

## حرب فيتنام
قدرت الحكومة الفيتنامية عدد المدنيين الفيتناميين الذين قُتلوا في حرب فيتنام بمليوني شخص، وعدد قتلى الجيش الوطني الفيتنامي وفيت كونغ الذين قتلوا بـ 1.1 مليون - وهي تقديرات تقارب عدد من المصادر الأخرى. وهذا من شأنه أن يعطي نسبة وفيات بين المدنيين والمقاتلين تقارب 2: 1، أو 67٪. هذه الأرقام لا تشمل المدنيين الذين قتلوا في كمبوديا ولاوس. ومع ذلك، فإن أدنى تقدير يشير إلى 411000 مدني قُتلوا أثناء الحرب (بما في ذلك المدنيين الذين قتلوا في كمبوديا ولاوس) سيعطي نسبة وفيات بين المدنيين والمقاتلين تقارب 1: 3، أو 25٪. باستخدام أقل تقدير لوفيات العسكريين الفيتناميين، 400000، تبلغ النسبة حوالي 1: 1.

## حروب الشيشان
خلال حرب الشيشان الأولى، قُتل 4000 مقاتل انفصالي و40.000 مدني، مما يعطي نسبة مقاتلين مدنيين 10: 1. أعداد حرب الشيشان الثانية 3000 مقاتل و13000 مدني بنسبة 43:10. النسبة الإجمالية لكلا الحربين هي 76:10. من المعروف أن أعداد الضحايا في النزاع لا يمكن الاعتماد عليها. تقديرات الخسائر المدنية خلال الحرب الشيشانية الأولى تتراوح من 20000 إلى 100000، مع عدم موثوقية الأعداد المتبقية بالمثل. تعرضت التكتيكات التي استخدمتها القوات الروسية في كلتا الحربين لانتقادات شديدة من قبل جماعات حقوق الإنسان التي اتهمتها بالقصف العشوائي وقصف المناطق المدنية وجرائم أخرى.

## الناتو في يوغوسلافيا
في عام 1999، تدخل الناتو في حرب كوسوفو بحملة قصف ضد القوات اليوغوسلافية، التي زُعم أنها تقوم بحملة تطهير عرقي. واستمر القصف قرابة شهرين ونصف حتى أجبر الجيش اليوغوسلافي على الانسحاب من كوسوفو.
تختلف التقديرات الخاصة بعدد الإصابات الناجمة عن القصف بشكل كبير حسب المصدر. أعلن الناتو بشكل غير رسمي عن مقتل 5000 من مقاتلي العدو جراء القصف؛ من ناحية أخرى، أعطت الحكومة اليوغوسلافية رقم 638 من قواتها الأمنية قتلوا في كوسوفو. تقديرات الخسائر المدنية متباينة بالمثل. أحصت هيومن رايتس ووتش حوالي 500 مدني قتلوا جراء القصف. قدرت الحكومة اليوغوسلافية ما بين 1200 و5000.
إذا تم تصديق أرقام الناتو، فإن التفجيرات حققت معدل قتل مدني إلى مقاتل يبلغ حوالي 1:10، وفقًا لأرقام الحكومة اليوغوسلافية، على العكس من ذلك، ستكون النسبة بين 4: 1 و10: 1. إذا تم استخدام أكثر التقديرات تحفظًا من المصادر المذكورة أعلاه، فإن النسبة كانت حوالي 1: 1.
وفقًا للمؤرخ العسكري والسفير الإسرائيلي لدى الولايات المتحدة مايكل أورين، فقد قُتل أربعة مدنيين مقابل كل جندي صربي قُتل على يد الناتو في عام 1999 (الفترة التي تمت فيها عملية قوة الحلفاء)، وبلغت نسبة الخسائر من المدنيين إلى المقاتلين 4: 1. يستشهد أورين بهذا الرقم كدليل على أنه «حتى أكثر الجيوش أخلاقية يمكن أن يرتكب أخطاء، خاصة في حرب المدن الكثيفة».

## حرب أفغانستان
وفقًا لمعهد واتسون للشؤون الدولية والعامة في جامعة براون، اعتبارًا من يناير 2015، قُتل ما يقرب من 92000 شخص في حرب أفغانستان، من بينهم أكثر من 26000 من المدنيين، بالنسبة للمدنيين إلى المقاتلين بنسبة 0.4: 1.

## حرب العراق
وفقًا لتقييم عام 2010 الذي أجراه جون سلوبودا من منظمة مشروع إحصاء الجثث في العراق، وهي منظمة مقرها المملكة المتحدة، قتلت القوات الأمريكية وقوات التحالف ما لا يقل عن 28736 مقاتلاً بالإضافة إلى 13807 مدنيين في حرب العراق، مما يشير إلى أن نسبة الخسائر في صفوف المدنيين إلى المقاتلين تسبب فيها التحالف 1: 2. ومع ذلك، بشكل عام، تشير الأرقام الواردة في إحصاء الجثث في العراق من 20 مارس 2003 إلى 14 مارس 2013 إلى أن من بين 174000 ضحية فقط كان 39900 من المقاتلين، مما أدى إلى معدل إصابة مدنيين بنسبة 77٪.

## ضربات الطائرات الأمريكية بدون طيار في باكستان
من المعروف أنه من الصعب تحديد نسبة الخسائر في صفوف المدنيين جراء ضربات الطائرات الأمريكية بدون طيار في باكستان. تقدر الولايات المتحدة نفسها عدد المدنيين الذين قتلوا في ضربات الطائرات بدون طيار في العامين الماضيين بما لا يزيد عن 20 إلى 30، وهو إجمالي منخفض للغاية وفقًا لمتحدث باسم المنظمة غير الحكومية CIVIC . من ناحية أخرى، يقترح دانييل ل. بيمان إن قتل المدنيين يشكل مأساة إنسانية ويخلق مشاكل سياسية خطيرة، بما في ذلك الإضرار بشرعية الحكومة الباكستانية وعزل الشعب الباكستاني عن أمريكا. وجدت دراسة جارية من قبل مؤسسة أمريكا الجديدة أن معدلات الضحايا غير المقاتلين بدأت مرتفعة لكنها انخفضت بشكل حاد بمرور الوقت، من حوالي 60٪ (3 من 5) في 2004-2007 إلى أقل من 2٪ (1 من 50) في 2012. تقدر الدراسة إجمالي معدل الضحايا غير العسكريين منذ عام 2004 بنسبة 15-16٪، أو نسبة 1: 5، من إجمالي ما بين 1908 و3225 شخصًا قتلوا في باكستان جراء ضربات الطائرات بدون طيار منذ عام 2004.

## 1982 حرب لبنان
في عام 1982، غزت إسرائيل لبنان بهدف معلن وهو إبعاد منظمة التحرير الفلسطينية عن حدودها الشمالية. وبلغت الحرب ذروتها في قصف بحري وجوي ومدفعي إسرائيلي استمر سبعة أسابيع على العاصمة اللبنانية بيروت، حيث انسحبت منظمة التحرير الفلسطينية. وانتهى القصف في نهاية المطاف بتسوية بوساطة دولية، حيث منحت قوات منظمة التحرير الفلسطينية ممرًا آمنًا لإخلاء البلاد.
وفقًا للصليب الأحمر الدولي، بحلول نهاية الأسبوع الأول من الحرب وحده، قُتل حوالي 10000 شخص، بما في ذلك 2000 مقاتل، وجُرح 16000 - وهي نسبة قتلى من المدنيين إلى المقاتلين تبلغ 5: 1. قدرت مصادر حكومية لبنانية لاحقًا أنه بحلول نهاية حصار بيروت، قُتل ما مجموعه حوالي 18000 شخص، يقدر أن 85٪ منهم من المدنيين. هذا يعطي نسبة خسائر مدنية إلى عسكرية تبلغ حوالي 6: 1.
وفقًا لريتشارد أ. جابرييل، قُتل ما بين 1000 و3000 مدني في الحملة الجنوبية. ويذكر أن 4000 إلى 5000 مدني إضافي قُتلوا من جميع الأعمال التي قامت بها جميع الأطراف أثناء حصار بيروت، وأن 2000 جندي سوري قُتلوا أثناء الحملة اللبنانية، كما قُتل 2400 من مقاتلي منظمة التحرير الفلسطينية. من بين هؤلاء، قُتل 1000 مقاتل من منظمة التحرير الفلسطينية خلال الحصار. وبحسب جبرائيل، كانت نسبة القتلى المدنيين إلى المقاتلين أثناء الحصار حوالي 6 إلى 1، لكن هذه النسبة تشمل القتلى المدنيين من جميع أفعال جميع الأطراف.

## أنظر أيضا
- تسجيل الضحايا
- اضرار جانبية
- حرب غير متكافئة
- حرب الجيل الرابع
- نسبة خسارة الصرف
- مجرد حرب
  - تمييز (قانون)
  - التناسب (قانون)
  - الضرورة العسكرية